# Schnitzmesser der Mangbetu

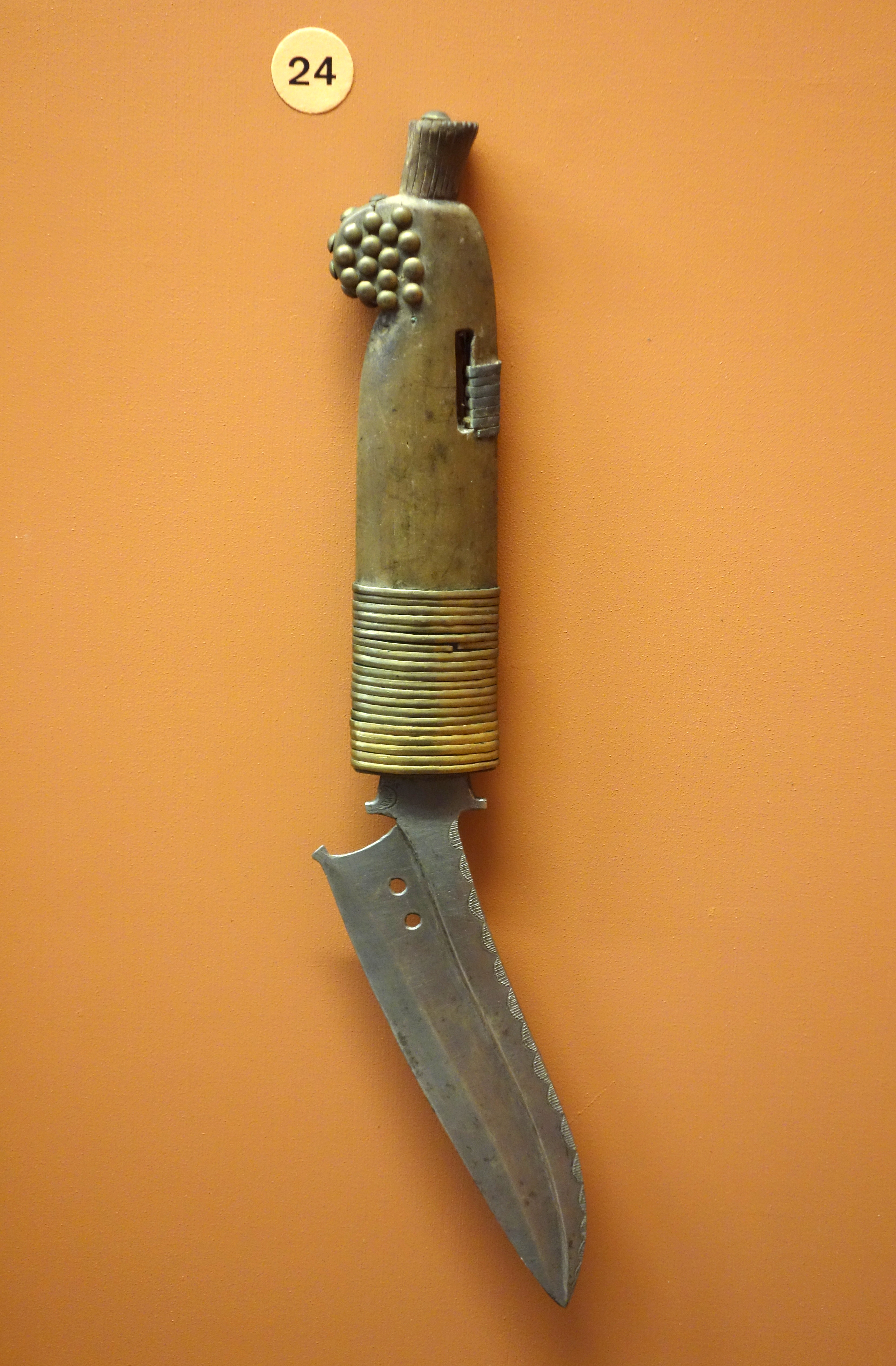

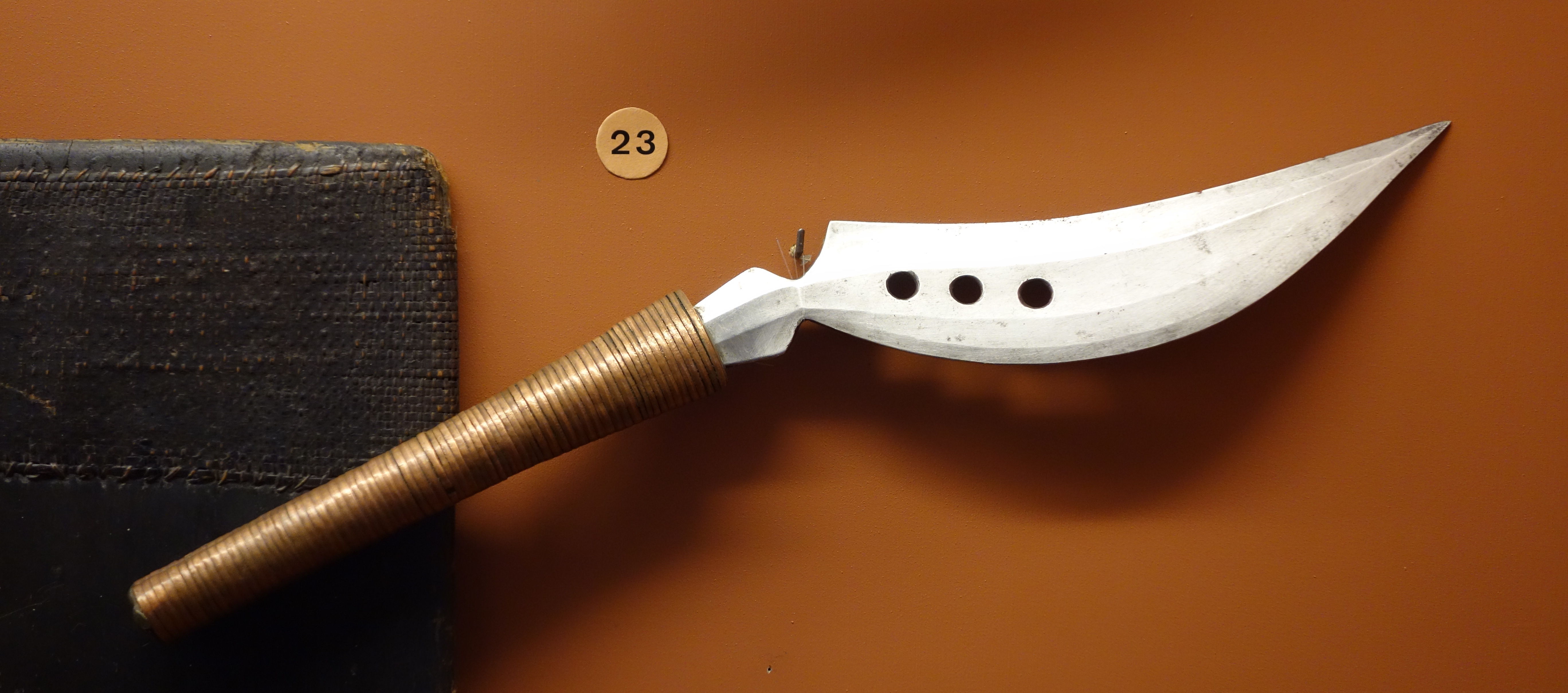

Das Schnitzmesser der Mangbetu ist ein zentralafrikanisches Werkzeug. Das Messer wird in der Regel zum Holzschnitzen aber auch zum Schälen verwendet. Es wird hauptsächlich von den Mangbetu aber auch Azande genutzt. Die Mangbetu sind für große Kunstfertigkeit in der Holzschnitzerei bekannt.
Die Eigenbezeichnung wird mit aganda oder ngongo tieti angegeben.

## Beschreibung
Das Messer verfügt über eine schief gestellte, kurze Klinge, welche in der Regel einschneidig ist. Die Eisenklinge ist manchmal mit Durchlochungen verziert. Die schiefe Klinge unterstützt den Zeigefinger des Schnitzers.
Das Griffstück besteht aus Holz oder Bein und ist mit Umwicklungen aus Eisen, Messing oder Kupfer dekoriert. Beim Schnitzen wird der Griff gegen den Unterarm gepresst. Bei manchen Exemplaren ist der Griff bzw. Stiel lang genug um das Ende in die Ellenbogenbeuge zu legen.
Die Gesamtlänge beträgt etwa 35–45 cm. Es wurden keine Scheiden beobachtet.